# Jan Hajn
Jan (Ján) Hajn (17. října 1923, Galanta – 27. března 2006, Olomouc) byl vyučen jako malíř porcelánu a keramiky, po roce 1950 působil jako fotograf. Byl jedním ze zakládajících členů skupiny DOFO.

## Život
Jan Hajn jako malíř keramiky a porcelánu pracoval postupně v porcelánkách v Modre, Litomyšli a Duchcově. Roku 1950 se přestěhoval do Olomouce a roku 1959 byl jedním ze zakládajících členů skupiny DOFO. Zúčastnil se všech jejích výstav. V Olomouci roku 1968 spoluzakládal fotoklub při Vlastivědné společnosti muzejní a pracoval pro zdejší památkáře. Byl zaměstnán v podniku Sigma jako nástrojař.
Roku 1998 obdržel Cenu města Olomouce a roku 2017 po něm byla pojmenována jedna z nových ulic.

## Dílo
Jako fotograf se věnoval výtvarné fotografii, nejprve aranžovaným nebo nově tematizovaným zátiším sestaveným z běžných předmětů (cyklus Zátiší z fabriky, 1961–62). Na přelomu 50. a 60. let dokumentoval syrové scény každodenního života jako „poezii všedního dne“ a spolu s Ivo Přečkem je považován za jednoho z nejvýznamnějších fotografů tohoto období. Použití „fotografie všedního dne“ v periodickém tisku a v obrazových publikacích tehdy narušilo dominanci budovatelského socialistického realismu a výrazně proměnilo dobové estetické vnímání.
V polovině šedesátých let ho zasáhl vliv imaginativního umění a jeho fotografie byly vystaveny spolu se surrealistickými obrazy. Od 70. let se věnoval fotografování starého Olomouce a stal se nejvýznamnějším dokumentaristou často již zaniklých památek.

### Fotografické publikace
- Současná fotografie v Československu, Obelisk, Praha 1972
- Česká fotografie 20. století, Uměleckoprůmyslové museum, Praha 2005
- Česká fotografie 20. století, Uměleckoprůmyslové museum, Praha 2010
- Všední den v české fotografii 50. a 60. let, Galerie výtvarného umění v Chebu 2018

### Katalogy
- Skupina DOFO, text Václav Zykmund, Oblastní galerie výtvarného umění v Olomouci 1962
- Fotografie skupiny DOFO (Hajn, Kohoutek, Kytka, Přeček, Reichmann, Vávra), text Václav Zykmund, Dům umění města Brna 1965
- Surrealismus a fotografie, text Václav Zykmund, Kabinet fotografie Jaromíra Funka, Brno 1966
- Surrealismus a fotografie, text Václav Zykmund, Svaz československých výtvarných umělců, Praha 1968
- Česká amatérská fotografie 1945–1989, text Petr Klimpl, Ústav pro kulturně výchovnou činnost, Praha 1989
- 100 let výtvarné kultury v Olomouci 1889–1989, tet Pavel Zatloukal, Muzeum umění Olomouc 1995, ISBN 80-85-227-18-5
- DOFO Fotoskupina, text Pavel Zatloukal, Antonín Dufek, Muzeum umění Olomouc, Moravská galerie v Brně 1995, ISBN 80-7027-041-1
- Oznámení o Ikarově letu (Olomoucká šedesátá léta v zrcadle výtvarné kultury), Pavel Zatloukal (ed.), Muzeum umění Olomouc 1998, ISBN 80-85227-29-0
- …a co sbírky (Přírůstky Muzea umění Olomouc za léta 1985–1998), Štěpánka Bieleszová Müllerová, Muzeum umění Olomouc 1999, ISBN 80-85227-31-2
- Fotografie jako umění v Československu 1959–1968 / Photography as Art in Czechoslovakia 1959–1968 (Z fotografické sbírky Moravské galerie / From the photographic collection of the Moravian Gallery), text Antonín Dufek, Moravská galerie v Brně 2001, ISBN 80-7027-109-4
- Blízká vzdálenost / Közeli távolság / Proximate Distance (České výtvarné umění 1956–1972 ze sbírek Muzea umění Olomouc / A cseh képzőművészet 1956 és 1972 között az Olmützi Művészeti Múzeum gyűjteményeből / Czech Art between 1956 and 1972 from collections of the Olomouc Museum of Art), text Ladislav Daněk, Muzeum umění Olomouc 2004, ISBN 80-85227-69-X
- Život věcí / The Life of Things (Idea zátiší ve fotografii 1840–1985 / The Idea of Still life in photography 1840–1985), text Dorothea Ritter, Nakladatelství KANT (Karel Kerlický), Praha 2006 ISBN 80-86970-03-5
- Tschechische Fotografie des 20. Jahrhunderts, Vladimír Birgus, Jan Mlčoch (eds.), Uměleckoprůmyslové museum, Nakladatelství KANT (Karel Kerlický), Kunst- und Ausstellungshalle der Bundesrepublik Deutschland (Bundeskunsthalle) 2009, ISBN 978-80-86970-96-7
- Prague Photo 2010, text Milan Jaroš, Iva Nesvadbová, Mánes, Praha 2010
- V plném spektru (Fotografie 1841–2005 ze sbírky Moravské galerie v Brně), text Antonín Dufek a kol., Moravská galerie v Brně, Nakladatelství KANT (Karel Kerlický) 2011, ISBN 978-80-7027-240-4, ISBN 978-80-7437-057-1
- Muzeum umění Olomouc 1951–2011, Pavel Zatloukal (ed.), Muzeum umění Olomouc 2012, ISBN 978-80-87149-63-8
- Civilizované iluze: Fotografická sbírka Muzea umění Olomouc / Civilised Illusion: Photography Collection of the Olomouc Museum of Art, text Pavel Zatloukal a kol., Muzeum umění Olomouc 2012, ISBN 978-80-87149-43-0
- Landskrona Foto View: Czech Republic (A Century of Avant-garde and Off-guard Photography), text Vladimír Birgus a kol., Muzeum umění Olomouc, Landskronan Museo 2015, ISBN 978-80-871499-7-3, ISBN 978-91-976702-9-6
- Na pierwszy rzut oka / Na první pohled / At First Sight (Wybór z czeskiej fotografii XX i XXI wieku / Výběr z české fotografie 20. a 21. století / A selection of Czech photography from the 20th and 21st centuries), text Vladimír Birgus a kol., Muzeum umění Olomouc 2016 ISBN 978-80-88103-14-1

### Encyklopedie
- Encyklopedie českých a slovenských fotografů, ASCO, Praha 1993
- Slovník českých a slovenských výtvarných umělců 1950–1999 (III. H), Výtvarné centrum Chagall, Ostrava 1999
- Nová encyklopedie českého výtvarného umění (Dodatky), Academia, nakladatelství Akademie věd České republiky, Praha 2006